# Eleição municipal de Bragança Paulista em 2016
A eleição municipal de Bragança Paulista em 2016 ocorreu em 02 de outubro, em primeiro turno, para a escolha do prefeito, vice-prefeito e dos 19 vereadores que compõem a câmara municipal de Bragança Paulista até 2020. O eleito foi Jesus Adib Abi Chedid, conhecido simplesmente com Jesus Chedid do DEM, que venceu 71,19% do votos válidos (60,822 votos).Jesus Chedid disputou a prefeitura com outros três candidatos: Gustavo Sartori (PSB), Renan Oliveira (PSOL) e Bruno Leme (PT). O vice-prefeito eleito e companheiro de chapa foi Amauri Sodré (DEM).Já a disputa pelas 19 cadeiras da Câmara municipal de Bragança Paulista mobilizou 337 candidatos, sendo a mais votada Fabiana Alessandri (PSD), com 2,22% do votos validos (1,887 votos).
Durante a campanha, Jesus Chedid teve sua candidatura barrada pelo TRE ao ser condenado pelo TJ por improbidade administrativa.  O candidato recorreu no TSE e continuou com a campanha, porém seus votos não seriam validos enquanto não houvesse julgamento. Na apuração das eleições, apesar de Jesus Chedid ter tido maior número de votos, Gustavo Sartori foi o prefeito eleito segundo o TSE. Jesus Chedid teve sua candidatura liberada pelo TSE somente em dezembro de 2016, foi então diplomado e tomou posse no dia 1 de janeiro de 2017.

## Antecedentes
Na eleição municipal de Bragança Paulista em 2012, Fernão Dias, do PT e sua vice Huguette Theodoro foram eleitos no primeiro turno com 38,07% dos votos válidos(32.605 votos). Os outros candidatos eram Renato Fragini do DEM, Gustavo Sartori do PSB, João Carlos Carvalho do PSDB e Fred Zenorini do PSTU.
O número de votos em 2012 foi 93.931, número que em 2016 aumentou para 97.104.

## Candidatos
Houve 4 candidatos a disputa pela prefeitura.
| Resultado da eleição pela prefeitura de Bragança Paulista | Resultado da eleição pela prefeitura de Bragança Paulista | Resultado da eleição pela prefeitura de Bragança Paulista                                                                                                | Resultado da eleição pela prefeitura de Bragança Paulista | Resultado da eleição pela prefeitura de Bragança Paulista |
| Candidato(a)                                              | Vice                                                      | Coligação | 1°turno 2 de outubro de 2017                              | 1°turno 2 de outubro de 2017                              |
| Candidato(a)                                              | Vice                                                      | Coligação | Votação                                                   | Votação                                                   |
| Candidato(a)                                              | Vice                                                      | Coligação | Total                                                     | Porcentagem                                               |
| --------------------------------------------------------- | --------------------------------------------------------- | --- | --------------------------------------------------------- | --------------------------------------------------------- |
| Jesus Chedid (DEM)                                        | Amauri Sodré (DEM)                                        | "Experiencia e competência para reconstruir Bragança" (DEM / PRB / PP / PDT / PMDB / PSL / PSC / PR / PHS / PMN / PMB / PTC / PEN / PT do B / SD / PSDB) | 60822                                                     | 71,19%                                                    |
| Gustavo Sartori (PSB)                                     | Renato Frangini (PPS)                                     | "Um novo tempo" (PTB / PTN / PPS / PROS / PC do B / PSB / PRTB / PV / PRP / PSD / PSDC)                                                                  | 21155                                                     | 25,93%                                                    |
| Renan Oliveira (PSOL)                                     | Rafael Rangel (PSOL)                                      | Sem coligação | 1898                                                      | 2,22%                                                     |
| Bruno Leme (PT)                                           | Mateus Cruz (PT)                                          | Sem coligação | 556                                                       | 0,65%                                                     |

## Resultados

### Prefeito
| Candidato(a)           | Vice                   | 1º Turno 2 de outubro de 2016 | 1º Turno 2 de outubro de 2016 |
| Candidato(a)           | Vice                   | Votação                       | Votação                       |
|                        |                        | Total                         | Porcentagem                   |
| ---------------------- | ---------------------- | ----------------------------- | ----------------------------- |
| Jesus Chedid (DEM)     | Amauri Sodré (DEM)     | 60822                         | 71,19%                        |
| Gustavo Sartori (PSB)  | Renato Frangini (PPS)  | 22155                         | 25,93%                        |
| Renan Oliveira (PSOL)  | Rafael Rangel (PSOL)   | 1898                          | 2,22%                         |
| Bruno Leme (PT)        | Mateus Cruz (PT)       | 556                           | 0,65%                         |
| Total de votos válidos | Total de votos válidos | 85.431                        | 87,97%                        |
| Votos em branco        | Votos em branco        | 3.186                         | 3,28%                         |
| Votos nulos            | Votos nulos            | 8.487                         | 8,75%                         |
| Total                  | Total                  | 97.104                        | 100%                          |
| Total de eleitores     | Total de eleitores     | 121.938                       | 100%                          |
| Abstenções             | Abstenções             | 24.839                        | 20,37%                        |

### Vereador
Dos dezenove (19) vereadores eleitos, nove (9) foram reeleitos. Apenas três são mulher dentre os vereadores eleitos em 2016. A vereadora mais votada foi Fabiana Alessandri (PSD) , que foi reeleita com 1.887 votos. O DEM é o partido com o maior número de vereadores eleitos (5), seguido por PV, PSDB, PSD, PSC, PMN com dois(2) cada e PSB, SD, PTN, PR com um(1) cada.
| Vereadores eleitos para a Câmara Municipal de Bragança Paulista em 2016 | Vereadores eleitos para a Câmara Municipal de Bragança Paulista em 2016 | Vereadores eleitos para a Câmara Municipal de Bragança Paulista em 2016 | Vereadores eleitos para a Câmara Municipal de Bragança Paulista em 2016 |
| Candidato                                                               | Partido                                                                 | Votos                                                                   | Porcentagem                                                             |
| ----------------------------------------------------------------------- | ----------------------------------------------------------------------- | ----------------------------------------------------------------------- | ----------------------------------------------------------------------- |
| Fabiana Alessandri                                                      | PSD                                                                     | 1.887                                                                   | 2,22%                                                                   |
| Gabriel Gonçalves                                                       | DEM                                                                     | 1.867                                                                   | 2,19%                                                                   |
| Cláudio Moreno                                                          | DEM                                                                     | 1.732                                                                   | 2,04%                                                                   |
| Tião do Fórum                                                           | DEM                                                                     | 1.527                                                                   | 1,79%                                                                   |
| Rita Leme                                                               | DEM                                                                     | 1.310                                                                   | 1,54%                                                                   |
| Marcus Vale                                                             | PV                                                                      | 1.221                                                                   | 1,43%                                                                   |
| Antonio Bugalu                                                          | PSD                                                                     | 1.194                                                                   | 1,40%                                                                   |
| João Carlos Carvalho                                                    | PSDB                                                                    | 1.186                                                                   | 1,39%                                                                   |
| Quique Brown                                                            | PV                                                                      | 997                                                                     | 1,17%                                                                   |
| Ditinho Bueno                                                           | PSC                                                                     | 991                                                                     | 1,16%                                                                   |
| Bailio Zecchini                                                         | PSB                                                                     | 951                                                                     | 1,12%                                                                   |
| Sidney Guedes                                                           | PMN                                                                     | 920                                                                     | 1,08%                                                                   |
| Beth Chedid                                                             | DEM                                                                     | 855                                                                     | 1,00%                                                                   |
| Mario B. Silva                                                          | SD                                                                      | 847                                                                     | 1,00%                                                                   |
| Natanael Ananias                                                        | PSC                                                                     | 827                                                                     | 0,97%                                                                   |
| Moufid                                                                  | PTN                                                                     | 767                                                                     | 0,90%                                                                   |
| Paulo Mário                                                             | PR                                                                      | 728                                                                     | 0,86%                                                                   |
| Dr. Cláudio                                                             | PMN                                                                     | 666                                                                     | 0,78%                                                                   |
| Marcolino                                                               | PSDB                                                                    | 592                                                                     | 0,70%                                                                   |

| Votos válidos   | Votos válidos   | 85.097 | 87,63% |
| Votos nulos     | Votos nulos     | 6.379  | 6,57%  |
| Votos em branco | Votos em branco | 5.625  | 5,80%  |
| Total           | Total           | 97.104 | 100%   |
| --------------- | --------------- | ------ | ------ |